# Primera fila (programa de televisión)
Primera fila fue un espacio de Televisión Española emitido entre 1962 y 1965 dedicado al teatro televisado.

## Datos generales
El espacio puede ser considerado uno de los pioneros de su género en la historia de la televisión en España y precursor del posterior Estudio 1 que se mantuvo 20 años en antena.
Semanalmente y en horario de máxima audiencia, actores de plantilla de TVE representaban, desde los estudios de la cadena en el Paseo de La Habana de Madrid, una obra de teatro que se emitía en directo a los espectadores.
Primera fila fue un ejemplo  de la forma de hacer televisión en aquellos primeros años de pequeña pantalla, donde se primaba la ficción sobre cualquier otro género y la producción propia sobre la extranjera, especialmente la norteamericana, que en pocos años inundó la parrilla televisiva.

## Obras representadas
| Título                                 | Autor                      | Fecha de emisión         | Nacionalidad   |
| -------------------------------------- | -------------------------- | ------------------------ | -------------- |
| La herida luminosa                     | Josep Maria de Sagarra     | 21 de diciembre de 1962  | España         |
| Tren de madrugada                      | Claudio de la Torre        | 1963                     | España         |
| La heredera                            | August Goetz               | 04 de enero de 1963      | Estados Unidos |
| La malquerida                          | Jacinto Benavente          | 01 de febrero de 1963    | España         |
| El hospital de los locos               | José de Valdivielso        | 09 de abril de 1963      | España         |
| La importancia de llamarse Ernesto     | Oscar Wilde                | 19 de abril de 1963      | Irlanda        |
| Esta noche es la víspera               | Víctor Ruiz Iriarte        | 10 de mayo de 1963       | España         |
| Que viene mi marido                    | Carlos Arniches            | 17 de mayo de 1963       | España         |
| La pradera de San Isidro               | Ramón de la Cruz           | 24 de mayo de 1963       | España         |
| ...Y amargaba                          | Jacinto Benavente          | 07 de junio de 1963      | España         |
| Paño de lágrimas                       | José María Pemán           | 14 de junio de 1963      | España         |
| Malvaloca                              | Hermanos Álvarez Quintero  | 21 de junio de 1963      | España         |
| El baile                               | Edgar Neville              | 28 de junio de 1963      | España         |
| Leocadia                               | Jean Anouilh               | 05 de julio de 1963      | Francia        |
| Me casé con un ángel                   | Johann von Vásáry          | 12 de julio de 1963      | Hungría        |
| La herida del tiempo                   | J.B. Priestley             | 19 de julio de 1963      | Reino Unido    |
| La señorita de Trevélez                | Carlos Arniches            | 25 de julio de 1963      | España         |
| Tío Vania                              | Anton Chejov               | 06 de septiembre de 1963 | Rusia          |
| Dulcinea                               | Gaston Baty                | 02 de octubre de 1963    | Francia        |
| ¡Sublime decisión!                     | Miguel Mihura              | 09 de octubre de 1963    | España         |
| El árbol de los Linden                 | J.B. Priestley             | 23 de octubre de 1963    | Reino Unido    |
| Las flores                             | Hermanos Álvarez Quintero  | 30 de octubre de 1963    | España         |
| La dama duende                         | Pedro Calderón de la Barca | 20 de noviembre de 1963  | España         |
| Tres sombreros de copa                 | Miguel Mihura              | 27 de noviembre de 1963  | España         |
| El landó de seis caballos              | Víctor Ruiz Iriarte        | 18 de diciembre de 1963  | España         |
| La Navidad en la plaza                 | Henri Ghéon                | 24 de diciembre de 1963  | Francia        |
| El bosque petrificado                  | Robert E. Sherwood         | 1964                     | Estados Unidos |
| Platonov                               | Anton Chejov               | 1964                     | Rusia          |
| La Estrella de Sevilla                 | Félix Lope de Vega         | 01 de enero de 1964      | España         |
| Recuerdo a mamá                        | John Van Druten            | 08 de enero de 1964      | Reino Unido    |
| Un marido de ida y vuelta              | Enrique Jardiel Poncela    | 15 de enero de 1964      | España         |
| La venda en los ojos                   | José López Rubio           | 22 de enero de 1964      | España         |
| Arsénico y encaje antiguo              | Joseph Kesselring          | 04 de febrero de 1964    | Estados Unidos |
| El viajero sin equipaje                | Jean Anouilh               | 12 de febrero de 1964    | Francia        |
| Los endemoniados                       | Fyodor Dostoevsky          | 19 de febrero de 1964    | Rusia          |
| La casa de la noche                    | Thierry Maulnier           | 26 de febrero de 1964    | Francia        |
| No habrá guerra de Troya               | Jean Giraudoux             | 04 de marzo de 1964      | Francia        |
| Casa con dos puertas es mala de cerrar | Pedro Calderón de la Barca | 18 de marzo de 1964      | España         |
| Proceso de Jesús                       | Diego Fabbri               | 25 de marzo de 1964      | Italia         |
| Eloísa está debajo de un almendro      | Enrique Jardiel Poncela    | 08 de abril de 1964      | España         |
| Con la vida del otro                   | Carlos Llopis              | 15 de abril de 1964      | España         |
| Eva sin manzana                        | Jaime de Armiñán           | 22 de abril de 1964      | España         |
| Eran tres                              | Terence Rattigan           | 29 de abril de 1964      | Reino Unido    |
| Pigmalión                              | George Bernard Shaw        | 06 de mayo de 1964       | Irlanda        |
| La loba                                | Lillian Hellman            | 20 de mayo de 1964       | Estados Unidos |
| La reina muerta                        | Henry de Montherlant       | 27 de mayo de 1964       | Francia        |
| Una mujer sin importancia              | Oscar Wilde                | 03 de junio de 1964      | Irlanda        |
| Peribáñez y el Comendador de Ocaña     | Félix Lope de Vega         | 10 de junio de 1964      | España         |
| La venganza de Don Mendo               | Pedro Muñoz Seca           | 21 de junio de 1964      | España         |
| Siegfried                              | Jean Giraudoux             | 01 de julio de 1964      | Francia        |
| Edén Término                           | J.B. Priestley             | 15 de julio de 1964      | Reino Unido    |
| Casa de muñecas                        | Henrik Ibsen               | 22 de julio de 1964      | Noruega        |
| El cero y el infinito                  | Sidney Kingsley            | 29 de julio de 1964      | Estados Unidos |
| Una noche de primavera sin sueño       | Enrique Jardiel Poncela    | 05 de agosto de 1964     | España         |
| Olympia                                |                            | 12 de agosto de 1964     |                |
| La bella desconocida                   | Luigi Pirandello           | 26 de agosto de 1964     | Italia         |
| Fedra                                  | Miguel de Unamuno          | 29 de septiembre de 1964 | España         |
| La honradez de la cerradura            | Jacinto Benavente          | 30 de septiembre de 1964 | España         |
| El corsario                            | Marcel Achard              | 28 de octubre de 1964    | Francia        |
| La reina y los insurrectos             | Ugo Betti                  | 04 de noviembre de 1964  | Italia         |
| El segador                             | Azorín                     | 07 de noviembre de 1964  | España         |
| Alberto                                | José López Rubio           | 11 de noviembre de 1964  | España         |
| Plaza de Oriente                       | Joaquín Calvo Sotelo       | 18 de noviembre de 1964  | España         |
| El canto de la cigarra                 | Alfonso Paso               | 23 de diciembre de 1964  | España         |
| La alondra                             | Jean Anouilh               | 1965                     | Francia        |
| La torre sobre el gallinero            | Vittorio Calvino           | 06 de enero de 1965      | Italia         |
| El astrélogo fingido                   | Pedro Calderón de la Barca | 13 de enero de 1965      | España         |
| Don José, Pepe y Pepito                | Juan Ignacio Luca de Tena  | 20 de enero de 1965      | España         |
| Suspenso en amor                       | Ladislas Fodor             | 27 de enero de 1965      | Hungría        |
| Adiós, Mimí Pompón                     | Alfonso Paso               | 03 de febrero de 1965    | España         |
| Un amante en la ciudad                 | Ezio D'Errico              | 10 de febrero de 1965    | Italia         |
| El avaro                               | Molière                    | 17 de febrero de 1965    | Francia        |
| Las brujas de Salem                    | Arthur Miller              | 22 de febrero de 1965    | Estados Unidos |
| Invitación al castillo                 | Jean Anouilh               | 03 de marzo de 1965      | Francia        |
| Una ciudad en el aire                  | Jules Romains              | 10 de marzo de 1965      | Francia        |
| La vida en un bloc                     | Carlos Llopis              | 17 de marzo de 1965      | España         |
| Tea Party                              | Harold Pinter              | 24 de marzo de 1965      | Reino Unido    |
| Los persas                             | Esquilo                    | 31 de marzo de 1965      | Grecia         |
| Corrupción en el Palacio de Justicia   | Ugo Betti                  | 08 de abril de 1965      | Italia         |
| Desde los tiempos de Adán              | J.B. Priestley             | 21 de abril de 1965      | Reino Unido    |
| Juno y el pavo real                    | Sean O'Casey               | 04 de mayo de 1965       | Irlanda        |
| Una muchachita de Valladolid           | Joaquín Calvo Sotelo       | 12 de mayo de 1965       | España         |
| El viaje de Mr. Perrichon              | Eugène Labiche             | 18 de mayo de 1965       | Francia        |
| Ninotchka                              | Melchior Lengyel           | 25 de mayo de 1965       | Hungría        |
| Pisito de solteras                     | Jaime de Armiñan           | 01 de junio de 1965      | España         |
| Si me han de matar mañana              |                            | 05 de junio de 1965      |                |
| Crimen y castigo                       | Fyodor Dostoevsky          | 09 de junio de 1965      | Rusia          |
| Vamos a contar mentiras                | Alfonso Paso               | 16 de junio de 1965      | España         |
| El Cardenal de España                  | Henry de Montherlant       | 23 de junio de 1965      | Francia        |
| Las nubes                              | Aristófanes                | 29 de junio de 1965      | Grecia         |
| Carmelo                                | Juan José Alonso Millán    | 07 de julio de 1965      | España         |
| Puebla de las mujeres                  | Hermanos Álvarez Quintero  | 14 de julio de 1965      | España         |
| Volpone                                | Ben Jonson                 | 21 de julio de 1965      | Reino Unido    |
| Los caciques                           | Carlos Arniches            | 28 de julio de 1965      | España         |
| Alta fidelidad                         | Edgar Neville              | 04 de agosto de 1965     | España         |
| Milagro en la Plaza del Progreso       | Joaquín Calvo Sotelo       | 11 de agosto de 1965     | España         |
| El triunfo de la medicina              | Jules Romains              | 18 de agosto de 1965     | Francia        |
| El baile de los ladrones               | Jean Anouilh               | 25 de agosto de 1965     | Francia        |
| Las maletas del más allá               |                            | 01 de septiembre de 1965 |                |
| Niebla en el bigote                    | Jorge Llopis               | 15 de septiembre de 1965 | España         |
| El caso de la mujer asesinadita        | Miguel Mihura              | 21 de septiembre de 1965 | España         |
| Deuda pendiente                        |                            | 29 de septiembre de 1965 |                |

## Actores
Con realizadores como Juan Guerrero Zamora, Gustavo Pérez Puig y Pedro Amalio López, actuaron actores procedentes en su mayoría del teatro, y que constituyen el listado de algunos de los mejores representantes de la escena española del siglo XX. 
Algunos son estos:
- Actores: Fernando Delgado, Valeriano Andrés, Valentín Tornos, José María Escuer, Francisco Morán, José María Prada, Tomás Blanco, José María Caffarel, Alfonso del Real, Jesús Puente, José Bódalo, Giove Campuzano, Manuel Torremocha, Manuel Dicenta, Paco Valladares, Juan Diego, Julio Goróstegui, Ismael Merlo, Félix Dafauce, Julián Mateos, Félix Navarro, Ángel Picazo, Sancho Gracia, Pastor Serrador, Fernando Guillén, Manuel Alexandre, Alfredo Landa, Carlos Larrañaga, Juanjo Menéndez, Fernando Rey, Pablo Sanz, Emilio Gutiérrez Caba, Emilio Laguna, Luis Sánchez Polack, Antonio Ferrandis, Pedro Sempson.

- Actrices: Julia Gutiérrez Caba, Tina Sáinz, María Luisa Merlo, María del Puy, Luchy Soto, María Banquer, Mary González, María Massip, Nuria Torray, Mercedes Barranco, Mercedes Prendes, Nuria Carresi, Tota Alba, Margarita Calahorra, Nélida Quiroga, Carmen Bernardos, Laly Soldevila, Amparo Baró, Irene Gutiérrez Caba, María José Alfonso, Concha Cuetos, Conchita Goyanes, Lola Herrera, Concha Velasco, Asunción Villamil, Irene Daina, Pilar Laguna.